# Lieutenant-gouverneur du Connecticut
Le lieutenant-gouverneur du Connecticut est numéro deux de l'exécutif du gouvernement de l'État du Connecticut.

## Liste des sous-gouverneurs de la colonie du Connecticut, 1639-1776
(La colonie du Connecticut était initialement formée des villes de Hartford, Windsor et Wethersfield)
1. Roger Ludlow 1639-1640
2. John Haynes 1640-1641
3. George Wyllys 1641-1642
4. Roger Ludlow 1642-1643
5. Edward Hopkins 1643-1644
6. John Haynes 1644-1645
7. Edward Hopkins 1645-1646
8. John Haynes 1646-1647
9. Edward Hopkins 1647-1648
10. Roger Ludlow 1648-1649
11. Edward Hopkins 1649-1650
12. John Haynes 1650-1651
13. Edward Hopkins 1651-1652
14. John Haynes 1652-1653
15. Edward Hopkins 1653
16. Thomas Welles 1654
17. John Webster 1655
18. Thomas Welles 1656-1657
19. John Winthrop 1658-1659
20. John Mason 1660-1669
21. William Leete 1669-1676
22. Robert Treat 1676-1683
23. James Bishop 1683-1692
24. William Jones 1692-1698
25. Robert Treat 1698-1708
26. Nathan Gold 1708-1724
27. Joseph Talcott 1724-1725
28. Jonathan Law 1725-1741
29. Roger Wolcott 1741-1750
30. Thomas Fitch 1750-1754
31. William Pitkin 1754-1766
32. Jonathan Trumbull, Sr. 1766-1769
33. Matthew Griswold 1769-1776

## Liste des lieutenants-gouverneurs de l'État du Connecticut (depuis 1776)
| #  | Lt. Gouverneur         | Début mandat     | Fin mandat       | Parti | Parti                       | Gouverneur(s)            |
| -- | ---------------------- | ---------------- | ---------------- | ----- | --------------------------- | ------------------------ |
| 1  | Matthew Griswold       | 1776             | 1784             |       | Fédéraliste                 | Jonathan Trumbull        |
| 2  | Samuel Huntington      | 1784             | 1786             |       | Fédéraliste                 | Matthew Griswold         |
| 3  | Oliver Wolcott         | 1786             | 1796             |       | Fédéraliste                 | Samuel Huntington        |
| 4  | Jonathan Trumbull, Jr. | 1796             | 1797             |       | Fédéraliste                 | Oliver Wolcott           |
| 5  | John Treadwell         | 1797             | 1809             |       | Fédéraliste                 | Jonathan Trumbull, Jr.   |
| 6  | Roger Griswold         | 1809             | 1811             |       | Fédéraliste                 | John Treadwell           |
| 7  | John Cotton Smith      | 1811             | 1813             |       | Fédéraliste                 | Roger Griswold           |
| 8  | Chauncey Goodrich      | 1813             | 1815             |       | Fédéraliste                 | John Cotton Smith        |
| 9  | Jonathan Ingersoll     | 1816             | 1823             |       | Parti républicain-démocrate | Oliver Wolcott, Jr.      |
| 10 | David Plant            | 1823             | 1827             |       | Parti national-républicain  | Oliver Wolcott, Jr.      |
| 11 | John Samuel Peters     | 1827             | 1831             |       | Parti national-républicain  | Gideon Tomlinson         |
| 12 | Thaddeus Betts         | 1831             | 1833             |       | Whig                        | John Samuel Peters       |
| 13 | Ebenezer Stoddard      | 1833             | 1834             |       | Parti républicain-démocrate | Henry W. Edwards         |
| 14 | Thaddeus Betts         | 1834             | 1835             |       | Whig                        | Samuel A. Foot           |
| 15 | Ebenezer Stoddard      | 1835             | 1838             |       | Parti républicain-démocrate | Henry W. Edwards         |
| 16 | Charles Hawley         | 1838             | 1842             |       | Whig                        | William W. Ellsworth     |
| 17 | William S. Holabird    | 1842             | 1844             |       | Démocrate                   | Chauncey Fitch Cleveland |
| 18 | Reuben Booth           | 1844             | 1846             |       | Whig                        | Roger Sherman Baldwin    |
| 19 | Noyes Billings         | 1846             | 1847             |       | Démocrate                   | Isaac Toucey             |
| 20 | Charles J. McCurdy     | 1847             | 1849             |       | Whig                        | Clark Bissell            |
| 21 | Thomas Backus          | 1849             | 1850             |       | Démocrate                   | Joseph Trumbull          |
| 22 | Charles H. Pond        | 1850             | 1851             |       | Démocrate                   | Thomas H. Seymour        |
| 23 | Green Kendrick         | 1851             | 1852             |       | Whig                        | Thomas H. Seymour        |
| 24 | Charles H. Pond        | 1852             | 1853             |       | Démocrate                   | Thomas H. Seymour        |
|    | Vacant                 | 1853             | 1854             |       |                             |                          |
| 25 | Alexander H. Holley    | 1854             | 1855             |       | Whig                        | Henry Dutton             |
| 26 | William Field          | 1855             | 1856             |       | Parti du sol libre          | William T. Minor         |
| 27 | Albert Day             | 1856             | 1857             |       | Parti du sol libre          | William T. Minor         |
| 28 | Alfred A. Burnham      | 1857             | 1858             |       | Républicain                 | Alexander H. Holley      |
| 29 | Julius Catlin          | 1858             | 1861             |       | Républicain                 | William A. Buckingham    |
| 30 | Benjamin Douglas       | 1861             | 1862             |       | Républicain                 | William A. Buckingham    |
| 31 | Roger Averill          | 1862             | 1866             |       | Républicain                 | William A. Buckingham    |
| 32 | Oliver F. Winchester   | 1866             | 1867             |       | Républicain                 | Joseph R. Hawley         |
| 33 | Ephraim H. Hyde        | 1867             | 1869             |       | Démocrate                   | James E. English         |
| 34 | Francis Wayland III    | 1869             | 1870             |       | Républicain                 | Marshall Jewell          |
| 35 | Julius Hotchkiss       | 1870             | 1871             |       | Démocrate                   | James E. English         |
| 36 | Morris Tyler           | 1871             | 1873             |       | Républicain                 | Marshall Jewell          |
| 37 | George G. Sill         | 1873             | 1877             |       | Démocrate                   | Charles R. Ingersoll     |
| 38 | Francis Loomis         | 1877             | 1879             |       | Démocrate                   | Richard D. Hubbard       |
| 39 | David Gallup           | 1879             | 1881             |       | Républicain                 | Charles B. Andrews       |
| 40 | William H. Bulkeley    | 1881             | 1883             |       | Républicain                 | Hobart B. Bigelow        |
| 41 | George G. Sumner       | 1883             | 1885             |       | Démocrate                   | Thomas M. Waller         |
| 42 | Lorrin A. Cooke        | 1885             | 1887             |       | Républicain                 | Henry B. Harrison        |
| 43 | James L. Howard        | 1887             | 1889             |       | Républicain                 | Phineas C. Lounsbury     |
| 44 | Samuel E. Merwin       | 1889             | 1893             |       | Républicain                 | Morgan G. Bulkeley       |
| 45 | Ernest Cady            | 1893             | 1895             |       | Démocrate                   | Luzon B. Morris          |
| 46 | Lorrin A. Cooke        | 1895             | 1897             |       | Républicain                 | Owen Vincent Coffin      |
| 47 | James D. Dewell        | 1897             | 1899             |       | Républicain                 | Lorrin A. Cooke          |
| 48 | Lyman A. Mills         | 1899             | 1901             |       | Républicain                 | George E. Lounsbury      |
| 49 | Edwin O. Keeler        | 1901             | 1903             |       | Républicain                 | George P. McLean         |
| 50 | Henry Roberts          | 1903             | 1905             |       | Républicain                 | Abiram Chamberlain       |
| 51 | Rollin S. Woodruff     | 1905             | 1907             |       | Républicain                 | Henry Roberts            |
| 52 | Everett J. Lake        | 1907             | 1909             |       | Républicain                 | Rollin S. Woodruff       |
| 53 | Frank B. Weeks         | 1909             | 1909             |       | Républicain                 | George L. Lilley         |
|    | Vacant                 | 1909             | 1911             |       |                             |                          |
| 54 | Dennis A. Blakeslee    | 1911             | 1913             |       | Républicain                 | Simeon E. Baldwin        |
| 55 | Lyman T. Tingier       | 1913             | 1915             |       | Démocrate                   | Simeon E. Baldwin        |
| 56 | Clifford B. Wilson     | 1915             | 1921             |       | Républicain                 | Marcus H. Holcomb        |
| 57 | Charles A. Templeton   | 1921             | 1923             |       | Républicain                 | Everett J. Lake          |
| 58 | Hiram Bingham          | 1923             | 1925             |       | Républicain                 | Charles A. Templeton     |
| 59 | John H. Trumbull       | 1925             | 1925             |       | Républicain                 | Hiram Bingham III        |
| 60 | J. Edwin Brainard      | 1925             | 1929             |       | Républicain                 | John H. Trumbull         |
| 61 | Ernest E. Rogers       | 1929             | 1931             |       | Républicain                 | John H. Trumbull         |
| 62 | Samuel R. Spencer      | 1931             | 1933             |       | Républicain                 | Wilbur Lucius Cross      |
| 63 | Roy C. Wilcox          | 1933             | 1935             |       | Républicain                 | Wilbur Lucius Cross      |
| 64 | T. Frank Hayes         | 1935             | 1939             |       | Démocrate                   | Wilbur Lucius Cross      |
| 65 | James L. McConaughy    | 1939             | 1941             |       | Républicain                 | Raymond E. Baldwin (en)  |
| 66 | Odell Shepard          | 1941             | 1943             |       | Démocrate                   | Robert A. Hurley         |
| 67 | William L. Hadden      | 1943             | 1945             |       | Républicain                 | Raymond E. Baldwin (en)  |
| 68 | Charles Wilbert Snow   | 1945             | 1946             |       | Démocrate                   | Raymond E. Baldwin (en)  |
|    | Vacant                 | 1946             | 1947             |       |                             |                          |
| 69 | James C. Shannon       | 1947             | 1948             |       | Républicain                 | James L. McConaughy      |
| 70 | Robert E. Parsons      | 1948             | 1949             |       | Républicain                 | James C. Shannon         |
| 71 | William T. Carroll     | 1949             | 1951             |       | Démocrate                   | Chester Bowles           |
| 72 | Edward N. Allen        | 1951             | 1955             |       | Républicain                 | John Davis Lodge         |
| 73 | Charles W. Jewett      | 1955             | 1959             |       | Démocrate                   | Abraham A. Ribicoff      |
| 74 | John N. Dempsey        | 1959             | 1961             |       | Démocrate                   | Abraham A. Ribicoff      |
| 75 | Anthony J. Armentano   | 1961             | 1963             |       | Démocrate                   | John N. Dempsey          |
| 76 | Samuel J. Tedesco      | 1963             | 1966             |       | Démocrate                   | John N. Dempsey          |
| 77 | Fred J. Doocy          | 1966             | 1967             |       | Démocrate                   | John N. Dempsey          |
| 78 | Attilio R. Frassinelli | 1967             | 1971             |       | Démocrate                   | John N. Dempsey          |
| 79 | T. Clark Hull          | 1971             | 1973             |       | Républicain                 | Thomas J. Meskill        |
| 80 | Peter L. Cashman       | 7 juin 1973      | 8 janvier 1975   |       | Républicain                 | Thomas J. Meskill        |
| 81 | Robert K. Killian      | 8 janvier 1975   | 3 janvier 1979   |       | Démocrate                   | Ella T. Grasso           |
| 82 | William A. O’Neill     | 3 janvier 1979   | 31 décembre 1980 |       | Démocrate                   | Ella T. Grasso           |
| 83 | Joseph J. Fauliso      | 31 décembre 1980 | 9 janvier 1991   |       | Démocrate                   | William A. O’Neill       |
| 84 | Eunice Groark          | 9 janvier 1991   | 4 janvier 1995   |       | A Connecticut Party (en)    | Lowell P. Weicker, Jr.   |
| 85 | M. Jodi Rell           | 4 janvier 1995   | 1er juillet 2004 |       | Républicain                 | John G. Rowland          |
| 86 | Kevin Sullivan         | 1er juillet 2004 | 3 janvier 2007   |       | Démocrate                   | Jodi Rell                |
| 87 | Michael Fedele         | 3 janvier 2007   | 5 janvier 2011   |       | Républicain                 | Jodi Rell                |
| 88 | Nancy Wyman            | 5 janvier 2011   | 9 janvier 2019   |       | Démocrate                   | Dan Malloy               |
| 89 | Susan Bysiewicz        | 9 janvier 2019   | en cours         |       | Démocrate                   | Ned Lamont               |